# Tuzla (Constanța)
Tuzla es una comuna rumana del condado de Constanța.

## Geografía
La comuna está ubicada en la región de Dobruja septentrional.

## Historia
Hacia comienzos del siglo XX, la comuna, que ya por entonces pertenecía al condado de Constanța, estaba formada por las localidades de Tuzla, Perveli y Mangea-Punar y tenía contabilizada una población de 1035 habitantes, compuesta por búlgaros y turcos.
En la segunda mitad del siglo XX la comuna había pasado a estar compuesta exclusivamente por la localidad homónima de Tuzla. En el censo de 2021 la comuna tenía una población de 6494 habitantes.